# Út a díjesőig
Az Út a díjesőig (eredeti cím: Competencia oficial, angol cím: Official Competition) 2021-es spanyol-argentin filmvígjáték Gastón Duprat és Mariano Cohn rendezésében. A forgatókönyvet Duprat, Cohn és Andrés Duprat írták, a főszerepben  Antonio Banderas, Penélope Cruz és Oscar Martínez látható.

## Rövid történet
Egy gazdag üzletember felbérel egy híres filmrendezőt, hogy segítsen egy kasszasiker film elkészítésében.

## Szereplők
- Antonio Banderas – Félix Rivero (magyar hang: Nagypál Gábor)
- Penélope Cruz – Lola Cuevas (magyar hang: Botos Éva)
- Oscar Martínez – Iván Torres (magyar hang: Fodor Tamás)
- Pilar Castro – Violeta[6]
- Irene Escolar – Diana Suárez[7]
- Manolo Solo – Matías[8]
- José Luis Gómez – Humberto Suárez[7]
- Nagore Aranburu – Julia
- Koldo Olabarri – Darío

## A film készítése
2020 januárjában bejelentették a szereposztást: Antonio Banderas, Penélope Cruz, Oscar Martínez, Pilar Castro, Irene Escolar, Carlos Hipólito, José Luis Gómez, Nagore Aranburu, Koldo Olabarri és Juan Grandinetti. A rendező Gastón Duprat és Mariano Cohn, a forgatókönyvet pedig Andrés Duprat írta. Cruz és Banderas korábban csak Pedro Almodóvar 2013-as Szeretők, utazók című filmjének két perce alatt töltöttek közös időt a vásznon.
A filmet a Mediapro Studio készítette az RTVE, a TV3 és az Orange España részvételével.
A forgatás 2020 februárjában kezdődött. 2020 márciusában a COVID-19 világjárvány miatt leállították a gyártást. A forgatás 2020 szeptemberében folytatódott, a befejezést pedig 2020 októberében jelentették be.

## Megjelenés
A filmet 2021. szeptember 4-én mutatták be a hetvennyolcadik velencei filmfesztiválon. A Torontói Nemzetközi Filmfesztiválon is bemutatták. Spanyolországban a Buena Vista International forgalmazza, míg nemzetközi szinten a Protagonist Pictures forgalmazza.
A Star+ megszerezte a latin-amerikai forgalmazási jogokat. Argentínában 2022. március 17-én mutatták be. Az IFC Films megszerezte a film amerikai forgalmazásának jogait.